# Diopsina draconigena
Diopsina draconigena är en tvåvingeart som beskrevs av Feijen 1981. Diopsina draconigena ingår i släktet Diopsina och familjen Diopsidae. Inga underarter finns listade i Catalogue of Life.